# A Matrimonial Boomerang
A Matrimonial Boomerang è un cortometraggio muto del 1915 interpretato e diretto da Tom Mix che ne firma anche la sceneggiatura insieme a Edith Blumer. Gli altri interpreti del film, prodotto dalla Selig Polyscope Company, erano Louella Maxam, Pat Chrisman, Howard Farrell.

## Produzione
Il film fu prodotto dalla Selig Polyscope Company.

## Distribuzione
Distribuito dalla General Film Company, il film - un cortometraggio in una bobina - uscì nelle sale cinematografiche statunitensi il 14 maggio 1915.